# 翠玉瓜麵
翠玉瓜麵（zoodles，來自英語：的縮寫），也被稱作偽意粉，是一種利用蔬菜來取代正餐中麵食地位的食品。
製作的方法是將翠玉瓜或青瓜刨成絲狀直接使用，又或用以再配搭其他蔬菜及醬汁，製作成麵條或其他意式麵食的外形。這種食材的作用最主要是要取代主食中的澱粉質成份。也有利用胡蘿蔔、菠菜或其他蔬菜來取代。

## 參看
- 菠菜麵